# Sicco Mansholt

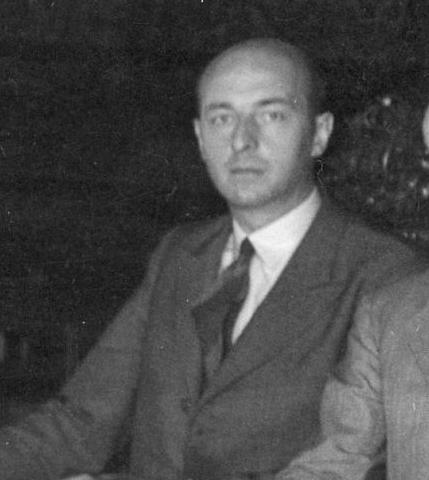
Sicco Mansholt (1946)

Sicco Leendert Mansholt, född 13 september 1908 i Ulrum i Groningen, död 30 juni 1995 i Wapserveen, var en nederländsk socialdemokratisk politiker och ämbetsman. 

## Biografi
Mansholt var Europeiska kommissionens ordförande 1972–1973 och var dessförinnan vice ordförande och kommissionär med ansvar för jordbruksfrågor sedan kommissionens inrättande 1958. Han var medlem i Arbetarpartiet och tjänstgjorde som nederländsk jordbruksminister 1945–1958. Utifrån dessa positioner var han en av huvudarkitekterna bakom utformandet av den gemensamma jordbrukspolitiken.